# Dayron Benavides
Dayron Benavides (Cali, Valle del Cauca, Colombia; 9 de mayo de 1991) es un futbolista colombiano. Juega de lateral izquierdo.

## Clubes
| Club                  | País     | Año         |
| --------------------- | -------- | ----------- |
| Universitario Popayán | Colombia | 2015 - 2016 |
| Deportivo Pasto       | Colombia | 2017        |
| Atlético Huila        | Colombia | 2017        |
| Bogotá F. C.          | Colombia | 2019        |
| Boyacá Chicó          | Colombia | 2020        |
| CD Universitario      | Panamá   | 2022        |
| CD Árabe Unido        | Panamá   | 2022        |